# Serratella ignita
Serratella ignita is een haft uit de familie Ephemerellidae. De wetenschappelijke naam van de soort is voor het eerst geldig gepubliceerd in 1761 door Nicolaus Poda von Neuhaus.
De soort komt voor in het Palearctisch gebied.